# The Substitute (Lost)
«The Substitute» es el cuarto episodio de la sexta temporada de la serie de televisión Lost, de la cadena ABC. Fue escrito por los guionistas Elizabeth Sarnoff y Melinda Hsu Taylor y dirigido por Tucker Gates. Fue transmitido en Estados Unidos y Canadá el 16 de febrero de 2010.

## Trama

### 2004 (Línea de tiempo alternativa)
John Locke (Terry O'Quinn) llega a su casa después del viaje del vuelo Oceanic 815, y, al no poder descender de su camioneta para discapacitados, termina tirado en el césped. Su prometida, Helen Norwood (Katey Sagal), con quien está conviviendo, se acerca para ayudarlo.
Posteriormente llega a su trabajo donde su jefe, Randy (Billy Ray Gallion), le cuestiona a John por qué no asistió a ninguna de las reuniones en Sídney. John le contesta que no se lo puede decir porque es algo personal y, al intentar disculparse, es despedido por Randy.
Al salir obseva que hay una camioneta Hummer amarilla tapando el espacio para que pudiera subirse a su propio vehículo, impidiendo acceder con su silla de ruedas. Locke se molesta e intenta golpear la camioneta amarilla, pero sin embargo se detiene inexplicablemente la puerta haciendo que no pudiera golpearla. Llega Hurley (Jorge Garcia) diciéndole que lo siente por estacionarse en ese lugar, y le pregunta por qué Locke no tomó un espacio para discapacitados, a lo que Locke responde que no era necesario y que se estacionaría donde él quería. Hugo le empieza a sacar plática y cuando Locke le dice que acaba de ser despedido, Hurley le menciona que él es el dueño de la empresa y que le puede ayudar a conseguir otro trabajo, puesto que también posee una agencia para encontrar empleos.
Locke luego va a la compañía para conseguir un empleo y pide hablar con la gerente, quien resulta ser Rose Nadler (L. Scott Caldwell), esposa de Bernard, la cual le indica que él no puede desarrollar el trabajo que quiere porque que no tiene las capacidades adecuadas. John se enoja y le dice a ella qué sabe acerca de la realidad. Rose le confiesa a Locke que tiene cáncer terminal, que aprendió a vivir con ello y continuar con su vida.
Luego, cuando Locke le cuenta a Helen que fue despedido, y ella le pregunta por qué, John le pide que abra el equipaje. Al abrirlo, Helen ve que contiene 16 cuchillos, los cuales Locke menciona que eran herramientas para su viaje a Sídney, en donde quería ir a cumplir el sueño de su vida, y menciona que no lo dejaron subir. Entonces Helen, al ya haber visto la tarjeta del Dr.Shephard, le pregunta por qué no va a verlo, y Locke le replica que los milagros no existen. Luego, Helen se acerca a Locke y le dice que sí existen, pero que no es necesario que vaya porque lo único que quiere de él es su amor. Finalmente, Helen rompe la tarjeta de presentación de Jack.
John aparece siendo profesor de educación física en un colegio.  En la sala de maestros, se encuentra con Ben (Michael Emerson), diciendo que las personas que se acaben la última taza de café, tiren los desechos y que él estará dispuesto a hacer la siguiente ronda. En ese momento interviene Locke, diciéndole que quería tomar un té Earl Grey, comentario que atrajo la atención de Ben Linus, quien se voltea y le dice que es una bebida de caballeros, presentándose a continuación diciéndole que no lo había visto antes y que es profesor de historia de Europa de tiempo completo. En ese momento Locke le dice que es maestro substituto (como el nombre del capítulo).

### 2007 (Línea de tiempo original)
El monstruo de humo recorre la jungla hasta una de las casas de Dharmaville, donde suena música a todo volumen, notando la presencia de Sawyer (Josh Holloway). Sin embargo, continua su camino hacia la jungla y toma la forma de Locke, toma un cuchillo abandonado y libera a Richard (Nestor Carbonell) para hablar con él, pidiéndole que lo acompañe pero él se niega. Luego ve a un niño que Richard no puede ver y continua su camino.
En la estatua, Ilana (Zuleikha Robinson) llora la muerte de Jacob. Cuando ingresa Ben, él le cuenta lo sucedido allí y le dice que el cuerpo de Jacob fue quemado en la hoguera por el falso Locke. Ella se acerca donde estaba la hoguera y recoge en una bolsa un poco de ceniza, luego salen a la playa y les dice que deben ir al Templo, el lugar más seguro de la isla en ese momento, y también le dice a Sun (Yunjin Kim) que Jin está vivo y que debe estar en dicho lugar. Se disponen a partir cuando Sun pregunta por el cuerpo de Locke y deciden sepultarlo. Luego de que Lapidus (Jeff Fahey) y Linus cavaran la tumba donde los sobrevivientes del Oceanic 815 siempre sepultaban a los fallecidos, Ilana pregunta si nadie dirá nada, finalmente Ben dice que él lo hará y destaca la fe de Locke y se disculpa por haberlo asesinado.
El falso Locke entra en la casa donde está Sawyer bebiendo y le pregunta si él sabe quién es realmente en la Isla y se van juntos para encontrar esa respuesta. En la jungla de nuevo aparece ante ambos el niño que había aparecido antes y el falso Locke decide perseguirlo hasta que tropieza con una rama y cae. Al levantar la cabeza, el niño le dice que no respetó las reglas y que él no podía matarlo, a lo que el falso Locke le dice que él no le debe decir que hacer y el niño sigue su camino. Mientras tanto Sawyer grita buscando al falso Locke cuando aparece Richard quien le pide que lo acompañe al templo pero él le dice que no volverá allá, y cuando siente que se acerca el falso Locke huye.
Después de que Richard se vaya, aparece Locke, quien pregunta a Sawyer con quién hablaba, este responde que con nadie y siguen su camino. Al llegar a un acantilado muy escarpado, Locke le dice a Sawyer que deben bajar, Sawyer, después de dudar un poco, se decide a bajar por las escaleras formadas con bambú y cuerdas, cuando a medio trayecto una de las escaleras se rompe y casi cae al agua, pero es salvado por Locke.
Al llegar abajo, Locke le enseña una cueva en las paredes del acantilado a Sawyer. Los dos entran y Locke coge una antorcha y le enseña lo que verdaderamente importa; en las paredes habían escritos todos los nombres de los supervivientes del 815 de Oceanic, y solo 6 de esos nombres aún no estaban tachados. Locke va enseñando a Sawyer estos nombres, cada cual con un número delante (4 - Locke, 8 - Reyes, 15 - Ford, 16 - Jarrah, 23 - Shepard, 42 - Kwon). Cuando Sawyer pregunta el significado de todo eso, el falso Locke contesta que son los candidatos a ser los sustitutos de Jacob. Tacha el apellido "Locke" con una tiza, y le da a Sawyer 3 opciones: Quedarse en la isla y ser el sustituto de Jacob para protegerla de nada, dejar que todo pase como estaba pasando y que otro sea el sustituto de Jacob, o irse de la isla con él, a lo que Sawyer se decanta por la última opción.